# چو یونگ-ووک
چو یونگ-ووک (زاده ۵ فوریهٔ ۱۹۹۹) یک بازیکن فوتبال اهل کره جنوبی است که در پست مهاجم برای باشگاه فوتبال سئول بازی می‌کند.

## منبع
- چو یانگ-ووک در فیفا (انگلیسی)
- چو یانگ-ووک در K League (انگلیسی)
- چو یانگ-ووک در FootballDatabase.eu (انگلیسی)
- چو یانگ-ووک در National-Football-Teams.com (انگلیسی)
- چو یانگ-ووک در ساکِروِی (انگلیسی)
- چو یانگ-ووک در ترنسفرمارکت (بازیکن) (انگلیسی)
- چو یانگ-ووک در WorldFootball.net (انگلیسی)